# Chińska Republika Rad
Chińska Republika Rad (chiń. upr. 中华苏维埃共和国; chiń. trad. 中華蘇維埃共和國; pinyin Zhōnghuá Sūwéi’āi Gònghēguó) – krótko istniejące państwo komunistów chińskich.
Po zerwaniu współpracy między Komunistyczną Partią Chin a Kuomintangiem w 1927 i wybuchu wojny domowej, KPCh z inspiracji rządu radzieckiego i Kominternu rozpoczęła tworzenie baz rewolucyjnych na położonych w głębi kraju terenach, gdzie władza rządu centralnego była słaba. Dzięki utworzeniu regularnych sił zbrojnych, organizowaniu powstań i partyzantek, pod koniec 1927 i w 1928 Komunistyczna Partia Chin utworzyła liczne bazy w południowo-wschodnim regionie Chin, większość na granicy prowincji Jiangxi i Fujian.
W listopadzie 1931 w Ruijinie odbył się zjazd rad delegatów z regionów opanowanych przez komunistów. Zjazd ogłosił utworzenie Chińskiej Republiki Rad i przyjął wzorowaną na radzieckiej konstytucję. Na prezydenta republiki wybrano 27 listopada 1931 Mao Zedonga.
Republika przestała istnieć nieoficjalnie w październiku 1934, kiedy w wyniku ofensywy wojsk Kuomintangu komuniści wyruszyli na północ, rozpoczynając Długi Marsz.
Do 1937 roku Chińska Republika Rad nadal istniała formalnie, ponieważ komuniści nadal kontrolowali pewne obszary, takie jak sowiety Hubei, Henan i Shaanxi. W latach 1931–1936 stolicą był Ruijin, w latach 1936-1937 Bao’an, a w 1937 roku stolica została przeniesiona do Yan’an. Chińska Republika Rad została rozwiązana 22 września 1937 roku, kiedy Komunistyczna Partia Chin wydała na Drugim Zjednoczonym Froncie manifest na temat jedności z Kuomintangiem, gdy wybuchła druga wojna chińsko-japońska. Komunistyczna Partia Chin zachowała de facto kontrolę nad Yan’an, która była jej twierdzą podczas wojny z Japonią.